# Raleigh (Canada)
Raleigh is een gemeente (town) in de Canadese provincie Newfoundland en Labrador. De gemeente ligt in het noorden van het Great Northern Peninsula, in het uiterste noorden van het eiland Newfoundland.

## Geschiedenis
In 1973 werd het dorp een gemeente met de status van local government community (LGC). In 1980 werden LGC's op basis van The Municipalities Act als bestuursvorm afgeschaft. De gemeente werd daarop automatisch een community om een aantal jaren later uiteindelijk een town te worden.

## Geografie
Raleigh ligt aan Ha Ha Bay, een kleine baai die van de westelijker gelegen Pistolet Bay gescheiden wordt door Burnt Cape. Op die kaap ligt het Burnt Cape Ecological Reserve, een natuurreservaat dat zich op het grondgebied van de gemeente bevindt. Net ten oosten van Raleigh ligt overigens het Pistolet Bay Provincial Park.

## Demografie
Demografisch gezien is Raleigh, net zoals de meeste kleine dorpen op Newfoundland, aan het krimpen. Tussen 1991 en 2021 daalde de bevolkingsomvang van 389 naar 150. Dat komt neer op een daling van 239 inwoners (-61,4%) in dertig jaar tijd.
| Jaar | Aantal inwoners | Verschil |
| ---- | --------------- | -------- |
| 1991 | 389             | –        |
| 1996 | 366             | -5,9%    |
| 2001 | 304             | -16,9%   |
| 2006 | 248             | -18,4%   |
| 2011 | 201             | -19,0%   |
| 2016 | 177             | -11,9%   |
| 2021 | 150             | -15,3%   |

## Zie ook

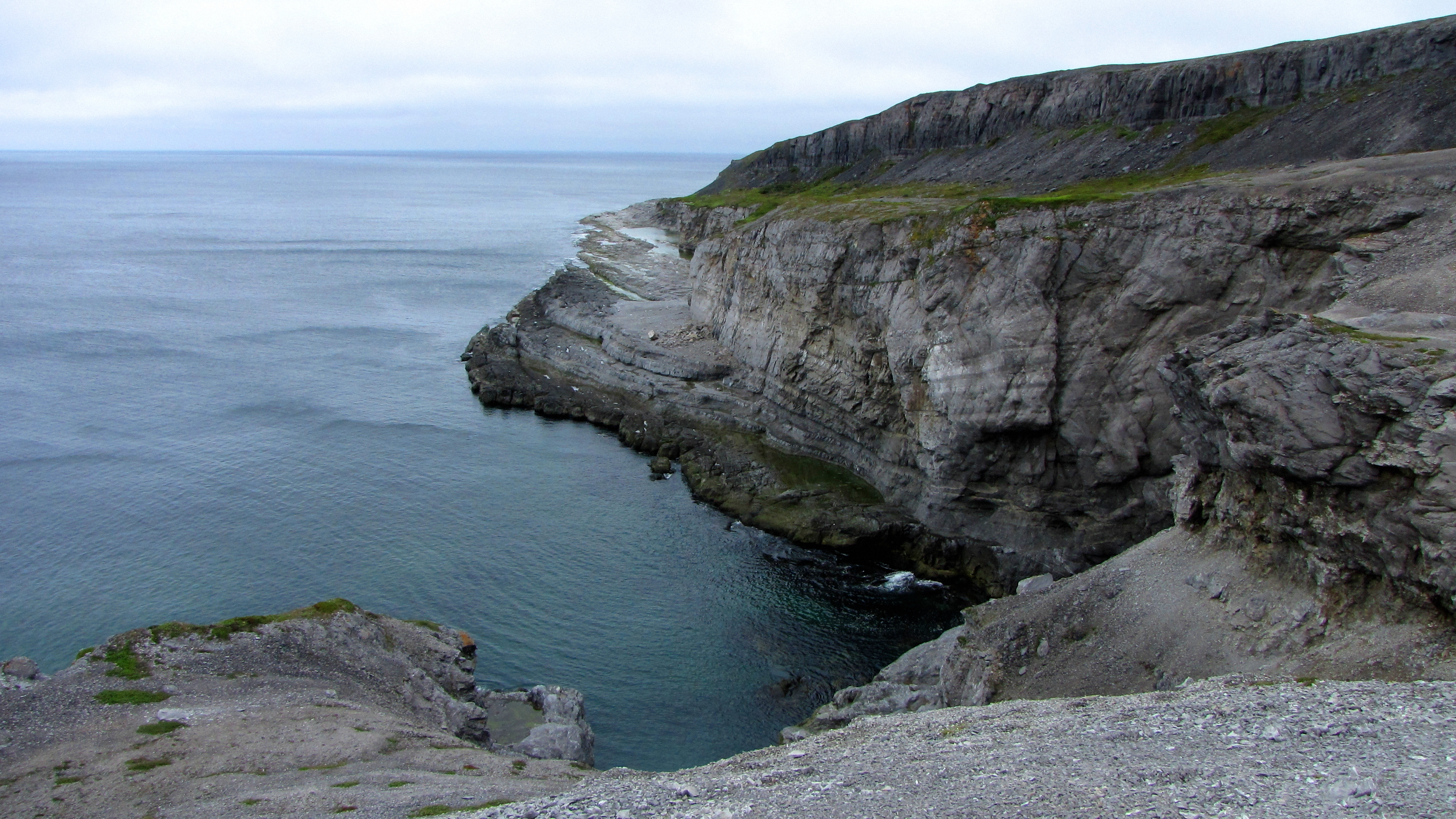
Kliffen in het Burnt Cape Ecological Reserve